# Bokmärke
För andra betydelser, se Bokmärke (olika betydelser).

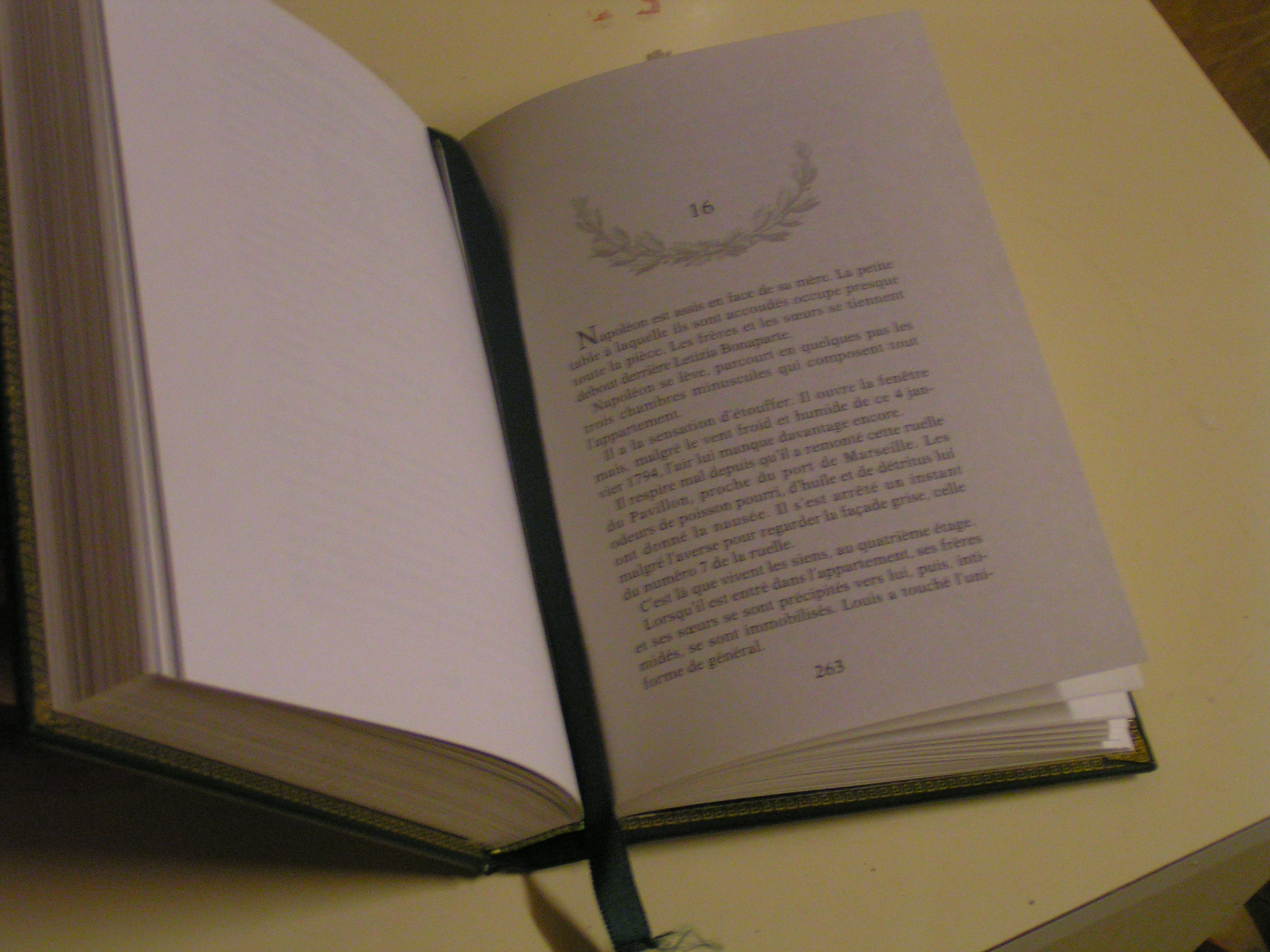
Bokmärket i form av ett tygband som sitter fast i bokryggen.

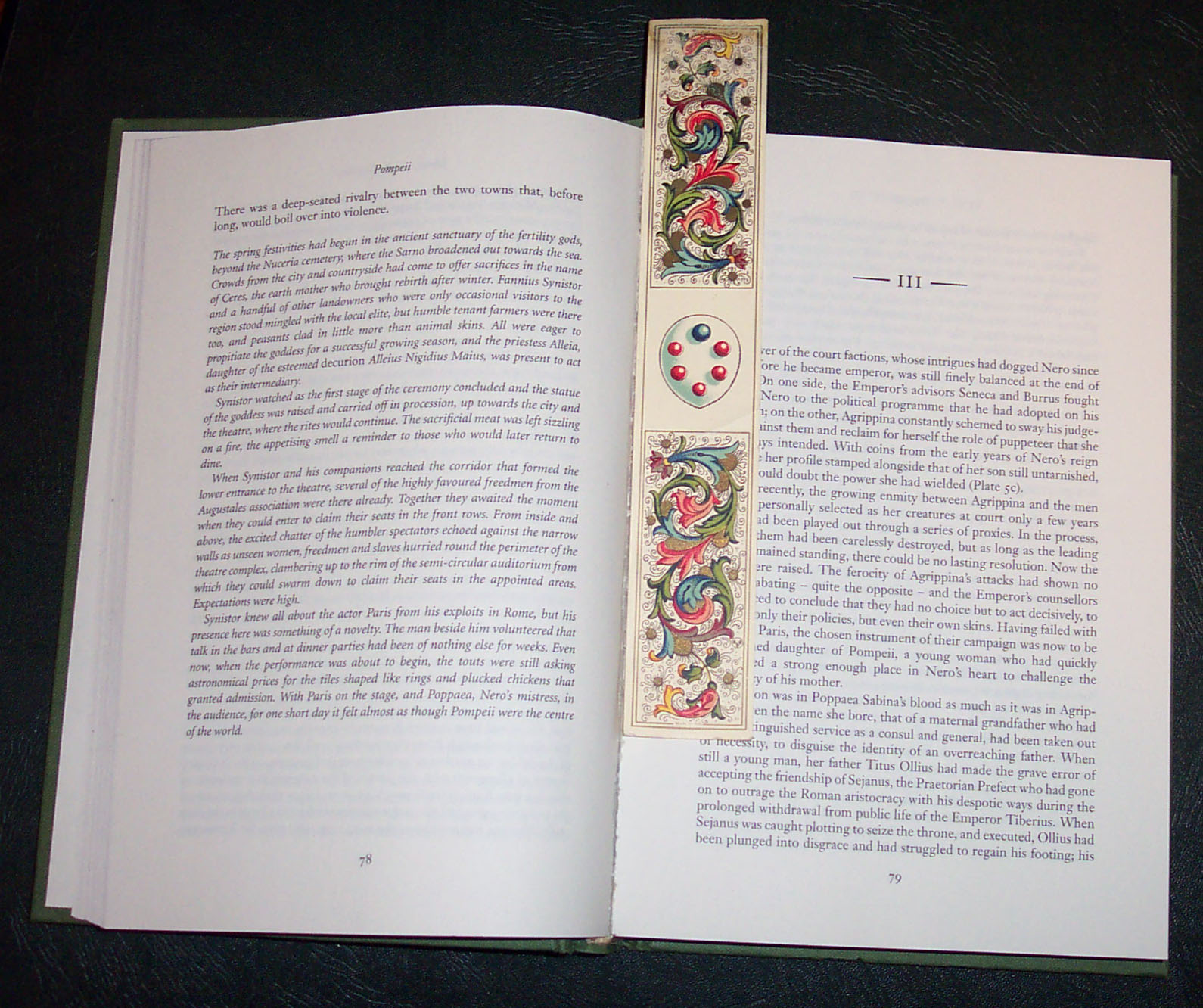
Bokmärke i florentinskt papper.

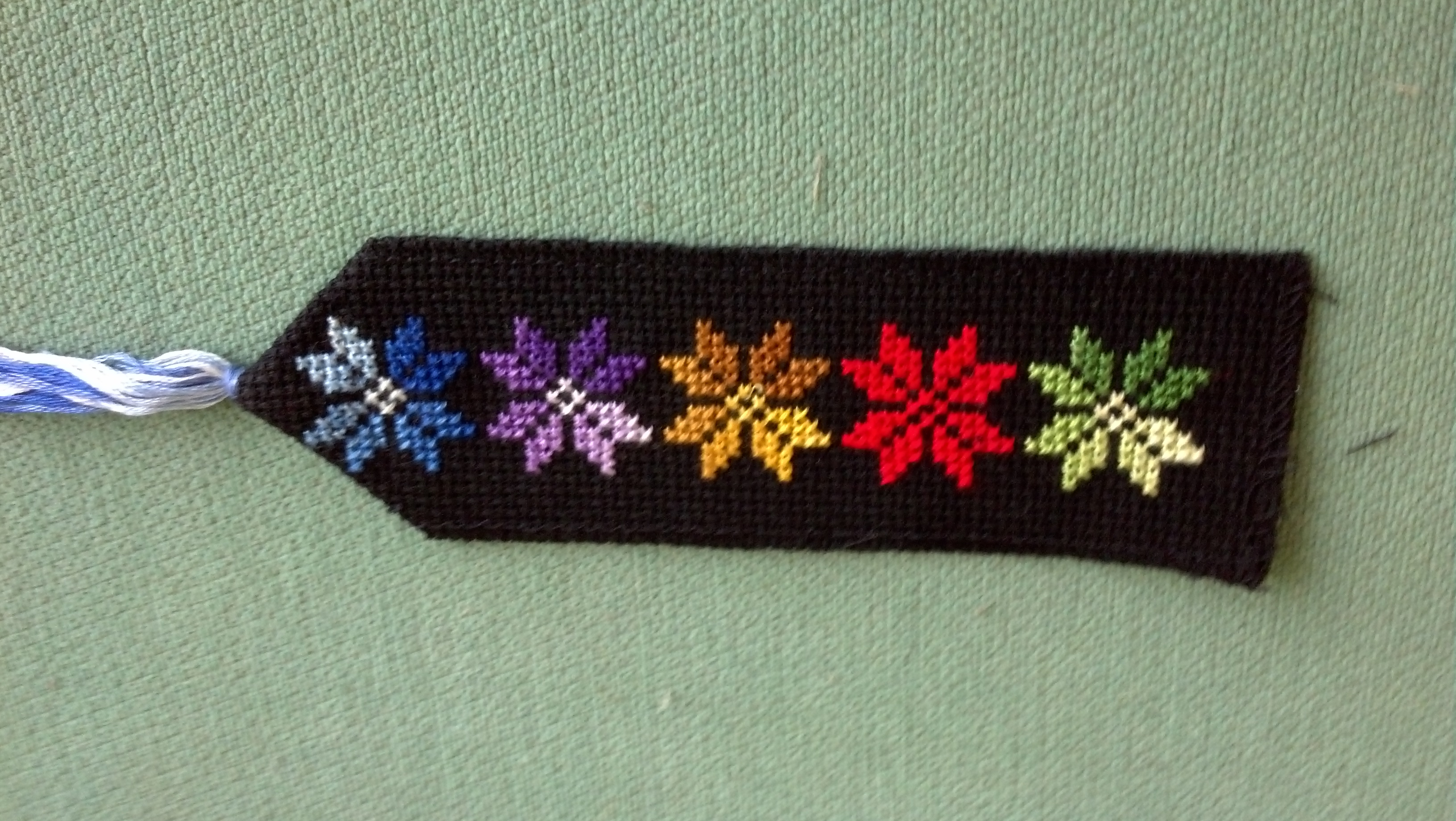
Bokmärke i tyg med broderi från Israel.

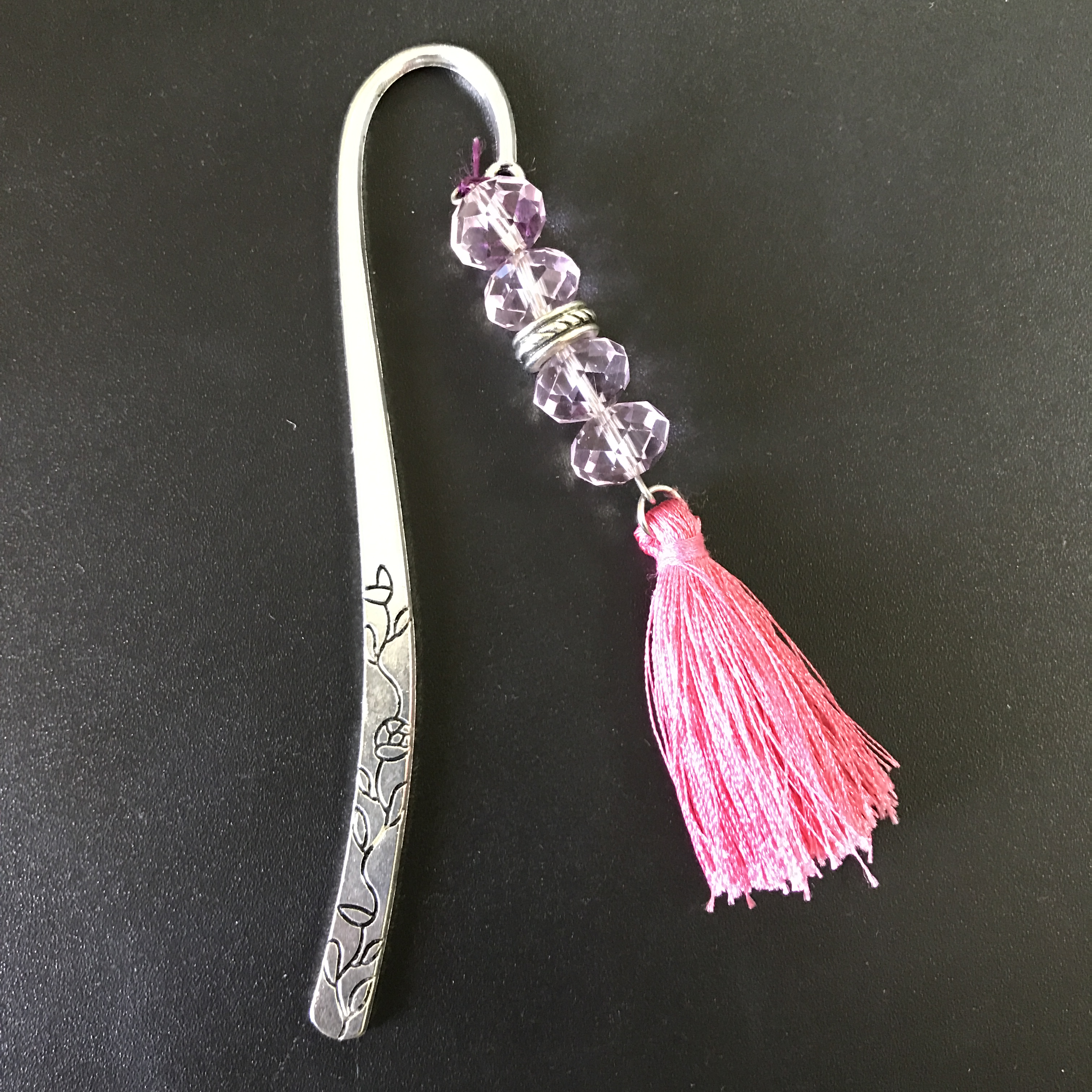
Bokmärke i metall.

Ett bokmärke är ett objekt som används för att markera en specifik plats i en bok och som gör att det är lätt att återvända till detta uppslag. Bokmärken är ofta tunna och görs ofta i papp, läder eller tyg. Andra vanliga material kan vara papper, metall, trä, kord eller plast. En viss typ av bokmärken kan sättas fast på boksidan likt ett gem.

## Historia
Viss forskning indikerar att det funnits bokmärken sedan första århundradet. men det äldsta kända bevarade bokmärket härstammar från 500-talet efter Kristus och är gjort av ornamenterat läder, med veläng på baksidan och med en läderrem som fäster den i omslaget till en koptisk kodex. Detta kodex återfanns i närheten av Sakkara i Egypten i ruinerna under klostret Apa Jeremiah.
Bokmärken användes under hela medeltiden. och bestod då ofta av mindre remsor av pergament eller ett flätat band fästat i pärmen. Eftersom de första tryckta böckerna var ganska sällsynta och värdefulla ville man kunna markera en sida utan att skada boken.
De första friliggande bokmärkena, som därmed kan bli samlarobjekt, började dyka upp på 1850-talet. Historiska bokmärken kan vara värdefulla och har en samlarmarknad.
Under 1860-talets i viktorianska England var vävda silkesbokmärken populära gåvor. Bokmärken i Västvärlden under 1800-talet var främst avsedda för biblar eller böneböcker. Vid 1880-talet minskade produktionen av silkesbokmärken för att ersättas av tryckta bokmärken i papp eller tjockare papper. Detta sammanföll med den ökande mängden böcker som producerades. Denna form av pappersbokmärken blev snabbt en tidig form  av samlarbilder som började produceras mer för samlande än för att faktiskt användas som bokmärken, se Bokmärke (samlarobjekt).